# 蝇螳属
蝇螳属（学名：Muscimantis）是宽膝螳科的一属。

## 下属物种
本属包括以下物种：
- Muscimantis montana Henry, 1931